# James Holmes
James Eagan Holmes (San Diego, 13 dicembre 1987) è un criminale statunitense, noto per essere responsabile della sparatoria avvenuta in un cinema di Aurora durante la prima del film Il cavaliere oscuro - Il ritorno e che ha contato 12 vittime e 70 feriti. Come è stato riferito dagli ufficiali di polizia, dopo la sparatoria ha dichiarato di essere Joker, la nemesi di Batman, e di essersi tinto i capelli di arancione intenso per assomigliargli.

## Biografia
Holmes è nato il 13 dicembre 1987 da un'infermiera di nome Arlene e un matematico. Suo padre ha frequentato la Stanford University, l'UCLA e la Berkeley. È cresciuto a San Diego in California.
Si è diplomato alla Westview High School nella comunità di Torrey Highlands a San Diego nel 2006. Holmes era solito giocare a calcio e praticare la corsa campestre nelle squadre del liceo.
Nell'estate del 2006 ha fatto un tirocinio al Salk Institute for Biological Studies dove gli è stato assegnato il compito di programmare un codice per un esperimento. Holmes, che è stato definito dal suo supervisore caparbio, poco comunicativo e socialmente inetto, ha presentato il suo progetto alla fine del tirocinio, ma senza averlo completato. Nell'estate del 2008 ha lavorato come consulente nella struttura per bambini svantaggiati Camp Max Straus di Glendale, California. Qui si è preso cura di 10 bambini dai 7 ai 14 anni, senza alcun problema disciplinare.
Nel 2010 ha terminato il corso di laurea in neuroscienze con il massimo dei voti presso la University of California, Riverside (UCR), che ha frequentato dal 2006.
È stato membro di diverse organizzazioni accademiche come Phi Beta Kappa e Golden Key. Il cancelliere della UCR, dopo che Holmes ha ricevuto il massimo dei voti, l'ha definito come uno studente al "top of the top".
Successivamente si è iscritto come dottorando alla facoltà di neuroscienze all'Università Anschutz Medical Campus di Aurora.
Ha ricevuto una sovvenzione federale dal National Institutes of Health per proseguire i suoi studi per il dottorato. Nel 2012 le sue prestazioni scolastiche sono calate e in primavera ha ottenuto un punteggio scarso all'esame complessivo. Sebbene l'università non avesse l'intenzione di espellerlo, Holmes era in procinto di ritirarsi.
È stato riferito che Holmes è un grande appassionato di supereroi, incluso Batman, e che le pareti del suo appartamento sono decorate con poster del personaggio. Il messaggio vocale registrato che precede la sua segreteria telefonica è un riferimento alla caratteristica voce profonda di Christian Bale quando interpreta il supereroe. James Holmes è agnostico, ma la sua famiglia frequentava regolarmente la locale chiesa luterana. Ad Aurora viveva in un monolocale a Paris Street, presso un edificio con altri studenti della stessa o di facoltà simili.
Le autorità durante le indagini hanno trovato poche tracce sul web ("digital footprints"): un indirizzo e-mail universitario, una vecchia foto di Myspace, un profilo sul sito di incontri Match.com, un profilo sul sito per adulti AdultFriendFinder e la registrazione al sito per impieghi lavorativi Monster.com. Nel suo contratto di affitto Holmes si definisce una persona "tranquilla e accomodante". Secondo un documento depositato il 27 luglio 2012 dai suoi avvocati, Holmes prima del massacro è stato paziente di uno psichiatra dell'Università del Colorado.

### Eventi precedenti il massacro
Il 22 maggio 2012 Holmes ha acquistato la sua prima arma da fuoco, una pistola Glock, in un punto vendita "Gander Mountain" ad Aurora, mentre sei giorni dopo ha comperato un fucile in un negozio del franchise Bass Pro Shops a Denver. Il fucile d'assalto AR-15 e la seconda pistola Glock sono stati invece acquistati rispettivamente il 7 e il 6 giugno. Tutte le armi sono state comperate legalmente. Nei quattro mesi che hanno preceduto il massacro, Holmes si è inoltre procurato tramite internet 3000 proiettili per le pistole, altrettanti per l'AR-15, e 350 proiettili per l'altro fucile.
Il 2 giugno ha ordinato su un sito internet specializzato anche una corazza da combattimento, delle riviste e un coltello. Ciò che gli ha permesso di ottenere l'armamentario è stato il fatto di non aver commesso alcun reato, ad eccezione di una multa per eccesso di velocità presa nell'ottobre del 2011.

### Il massacro
La sparatoria è avvenuta nella Sala 9 del cinema multisala "Century 16 Movie Theater", adiacente al centro commerciale di Aurora. La polizia ha affermato che l'assassino ha dapprima acquistato un biglietto per entrare nel cinema, sedendosi in prima fila, per poi lasciare l'edificio attraverso una uscita di emergenza, che ha tenuta aperta con una piccola tovaglia di plastica, dirigendosi verso la sua auto parcheggiata proprio vicino alla porta d'emergenza, recuperando così la maschera antigas, il giubbotto antiproiettile, il leggings con portamunizioni ed equipaggiamento balistico, e il gas lacrimogeno, che ha lanciato prima di aprire il fuoco.
A circa 30 minuti dall'inizio del film, intorno alle 00:30, l'assassino rientrò in sala attraverso la porta di emergenza. L'assassino improvvisamente gettò due bombole di gas lacrimogeno oscurando parzialmente la visione del pubblico, colpito ormai da forti pruriti alla pelle e notevoli irritazioni agli occhi, sparando poi con una calibro 12 prima al soffitto e nel retro della sala e poi al pubblico, gridando: "I'm Joker [Sono il Joker!]".
Le prime richieste di soccorso telefoniche alla polizia sono state effettuate alle 00:39: gli agenti sono giunti dopo appena 90 secondi, trovando almeno tre delle armi utilizzate dall'assassino e lasciate sul pavimento del cinema. Alcune persone hanno dato l'allarme su Twitter o Facebook, piuttosto che chiamare la polizia. Stephen Redfearn, uno dei primi ufficiali di polizia intervenuto sul posto, decise di non aspettare le ambulanze, provvedendo ad inviare immediatamente le vittime agli ospedali più vicini.
Verso le 00:45 la polizia arrestava Holmes dietro al cinema, accanto alla sua auto, senza che questi opponesse resistenza. Secondo i due funzionari federali, aveva tinto i capelli rosso arancio facendosi chiamare "Joker", anche se le autorità in seguito rifiutarono di confermare ciò. Gli agenti hanno trovato diverse armi da fuoco nel cinema e all'interno della vettura, tra cui un'altra pistola Glock 22.
Holmes avrebbe assunto 100 grammi di farmaci antidolorifici prima di compiere la strage, tra cui il Vicodin, una delle sostanze trovate nel corpo dell'attore Heath Ledger, morto accidentalmente nel 2008 per gli effetti combinati di troppi medicinali, tra cui analgesici e sonniferi. Il Vicodin, in particolare, può provocare euforia, allucinazioni e paranoia. I capelli tinti di rosso dello stragista erano poi un rimando alla scena in cui il Joker del film Il cavaliere oscuro del 2008, con una parrucca dello stesso colore, fa esplodere l'ospedale.

### Processo
James Holmes è stato inizialmente incarcerato al Arapahoe Detention Center, sotto stretta sorveglianza per evitare un possibile suicidio. È stato inoltre tenuto in isolamento per proteggerlo da eventuali attacchi di altri detenuti, una procedura di routine in casi che hanno raggiunto notorietà. Il 23 luglio Holmes si è presentato al tribunale di Centennial di fronte al giudice William B. Sylvester, senza mai proferire parola e senza mai guardare il giudice. Il suo aspetto è stato descritto come "stordito" e "confuso", alimentando le speculazioni sul suo stato mentale, anche se molte persone hanno sospettato che fosse sotto sedativo. L'aula del tribunale è stata completamente riempita da giornalisti provenienti da tutto il globo per assistere e filmare la sua prima presenza in tribunale.
Fuori dall'edificio un gran numero di giornalisti e curiosi si sono riuniti per cercare di intravedere il criminale. Sebbene le storie circolate sui media siano talvolta contraddittorie, è stato riferito che dopo il suo arresto Holmes ha mostrato comportamenti definiti bizzarri come fissare per ore la parete o far finta che i sacchetti infilati sulle sue mani per prelevare la polvere da sparo residua fossero dei burattini. Un altro comportamento bizzarro lo ha mostrato chiedendo agli agenti di polizia penitenziaria come fosse finito il film Il cavaliere oscuro - Il ritorno, domanda alla quale i poliziotti non capirono se dicesse sul serio o se fosse uno sbeffeggiamento. Il 26 luglio Holmes si è mostrato molto sorpreso del fatto di essere stato trasportato in prigione, chiedendo loro il motivo per cui si trovasse lì.
Il 7 agosto 2015 James Holmes è stato condannato a 12 ergastoli, uno per ogni vittima e 3 318 anni di prigione per gli altri 141 capi di imputazione, evitando la pena di morte per il non raggiungimento dell'unanimità da parte della giuria.